# Вихрь (ПТРК)
«Вихор» (індекс ГРАУ : 9К121, за класифікацією НАТО : AT-16 Scallion) — протитанковий ракетний комплекс, розроблений для озброєння штурмовиків Су-25Т, Су-39, вертольотів Ка-50, Ка-52, а також катерів і малих патрульних кораблів.
ПТРК призначений для ураження броньованої техніки, у тому числі оснащеною динамічним захистом, а також малошвидкісних (зі швидкістю до 800 км/год) повітряних цілей.

## Історія створення
Розробка комплексу розпочато 1980 року у Тульському КБ Приладобудування (НВО «Точність»), головний конструктор — А. Р. Шипунов. Перший варіант комплексу «Вихрь» з керованою ракетою 9А4172 прийнятий на озброєння в 1985 р. Ракета не виготовлялася серійно. Удосконалену модифікацію ракети «Вихрь-М» було представлено 1992 року на виставці у Фарнборо. Модифікація «Вихор-М» випробування пройшла, прийнята на озброєння 1992 року та виготовляється серійно з 2015 року.

## Склад
До складу комплексу входить надзвукова ракета 9М127, керована за променем лазера (LOSBR), пускова установка АПУ-8 або АПУ-6, апаратура системи наведення та управління польотом ракети І-251 Шквал.

## Ракета
Ракета 9М127 виконана за аеродинамічною схемою «Качка» зі складним крилом. Надзвукова швидкість польоту ракети передбачена для зниження часу знаходження вертольота чи літака у зоні впливу засобів ППО і підвищення його живучості.

## Модифікації
- 9К121 Вихор — до складу комплексу входить ракета 9М127 Вихор
- 9К121М Вихор-М — до складу комплексу входить ракета 9М127-1 Вихор-1

## Тактико-технічні характеристики

### Основні характеристики комплекса
- Максимальна дальність стрільби:
  - Вдень: 10 км
  - Вночі: 5 (6) км
- Висота пуску: 5 — 4000[5] м
- Час польоту:
  - На максимальну дальність: 28 с
  - На відстань 8000 м: 23 с
  - На відстань 6000 м: 14 с
- Середня швидкість польоту: 600 м/с
- Температура застосування: від −50 °C до +50 °C

### Ракета
- Допустимі типи ракет: 9А4172
- Масо-габаритні характеристики:
  - Ракети:
    - Довжина: 2,75 м
    - Діаметр корпуса (max): 0,13 м
    - Розмах:
      - Крила: 0,24 м
      - Стабілізаторів: 0,38 м

    - Вага: 45 кг

  - ТПК:
    - Довжина: 2,8 м
    - Діаметр: 0,14 м
    - Вага: 59 кг
- Бойова частина:
  - Тип: тандемна кумулятивно-уламкова
  - Вага:
    - Бойової частини: 8-12 кг
    - Вибухової речовини: 4 — 5,5 кг

  - Підривник: контактний і неконтактний (2,5 — 3 м)

### Управління і наведення комплексу
- Допустимі типи управління: И-251 «Шквал»
- Тип наведення: лазерне
- Канали управління
  - Денний: телевізійнний
  - Нічний: низькорівневий телевізійнний
- Супроводження цілі: автоматичне

### Пускова установка
- Допустимі типи: АПУ-8 / АПУ-6
- Носії: Су-25Т/39 / Ка-50/52 Ми-28
- Число ракет на ПУ: 8 / 6
- Масо-габаритні характеристики:
  - Довжина: 1,524 м
  - Ширина: 0,72 м
  - Висота: 0,436 м
  - Вага: 60 кг (пустий)
- Кут наведення у вертикальній площині: 10°

### Потенційні недоліки
Під час руху ракети до цілі необхідно, щоб хоча б на кінцевому етапі траєкторії, промінь лазера був спрямований прямо на ціль. Опромінення цілі може дозволити противнику використати засоби захисту. Наприклад, на танку «Тип 99» встановлено сліпучу лазерну зброю. Воно визначає напрям випромінювання, і посилає у його бік потужний світловий імпульс, здатний засліпити систему наведення та/або пілота.

## Постачання
- Росія — в 2013 заключений договір с концерном «Калашников» на суму 13 млрд руб на виробництво «Вихрь-1» для МО РФ до 2015 року[6] (326 ракет не поставив Кировский завод «Маяк», 1972 ракети повинен був поставити концерн Калашников[7]).[8].[9] В кінці 2015 року почалося постачання ракет, в першу чергу комплексом будуть оснащатися гелікоптери Ка-52[10]. На початку квітня 2016 року ЗМІ повідомили про виконання концерном «Калашников» держконтракта на постачання ракет «Вихрь-1» вартістю 13 мільярдів рублів[11].

Виробництво керованих ракет «Вихор» є найбільшим експортним та внутрішнім напрямом у виробничій діяльності концерну «Калашников» у 2016 році. У квітні 2016 року гендиректор концерну Олексій Криворучко оголосив про підписання дворічного контракту на постачання «Вихорю» для неназваного інозамовника. Паралельно з цим було підписано й новий трирічний контракт із Міноборони на продовження виробництва цих ракет (попередній, на 13 мільярдів рублів, було завершено на початок 2016 року). Для його виконання завод збільшив штат на 30 % і перейшов на роботу з січня 2017 року в три зміни

## Бойове застосування

### Російська інтервенція в Сирію
ПТУР «Вихор-1М» успішно застосовувався з гелікоптерів Ка-52 у травні 2017 року на південний схід від Пальміри. Також повідомлялося що пройшла випробування в Сирії в 2017 р.

### Російсько-українська війна
Російські ударні вертольоті Ка-52 були неодноразово помічені з прикріпленими ракетами типу «Вихор», російське міністерство оборони публікувало відео їхнього застосування. Імовірно недоліки роботи системи, коли оператор має залишати в полі зору ціль й призвела до знищення одного Ка-52 з ПТРК «Стугна-П» на початку квітня 2022 року.
14 вересня 2022 року російське МО поширило допис та відео обстрілу парою Ка-52 керованими ракетами «Вихрь» бетонної опори моста Нікополь-Кам'янка-Дніпровська через Дніпро (47°30′58″ пн. ш. 34°22′53″ сх. д. / 47.51611° пн. ш. 34.38139° сх. д.), який нацистські загарбники почали будувати навесні 1943 року й проіснував до 1944 року. При чому російська пропаганда назвала цей епізод «знищенням баржі з морським десантом українського спецназу».